# الرعاية الصحية في إيران

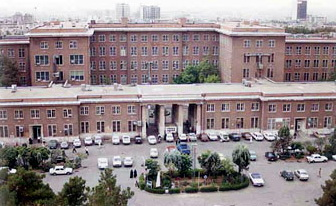
مستشفى الإمام الخميني

تقوم الرعاية الصحية في إيران على ثلاث ركائز هي النظام الحكومي العام والقطاع الخاص والمنظمات الأهلية غير الحكومية. بلغت القيمة السوقية لقطاع الرعاية الصحية والطبي في إيران حوالي 24 مليار دولار أمريكي في عام 2002 ومن المتوقع أن ترتفع إلى 96 مليار دولار أمريكي في عام 2017. يبلغ عدد سكانها 80 مليون نسمة (2017)، وإيران هي واحدة من أكثر الدول سكانًا في غرب آسيا. تواجه البلاد المشكلة الشائعة للدول الديمغرافية الشابة الأخرى في المنطقة، والتي تواكب نمو الطلب الهائل بالفعل على الخدمات العامة المختلفة. سيصبح الشباب من الشباب قريباً بما يكفي لبدء أسر جديدة، مما سيعزز معدل النمو السكاني وبالتالي الحاجة إلى البنى التحتية والخدمات الصحية العامة. من المتوقع أن يرتفع إجمالي الإنفاق على الرعاية الصحية من 24.3 مليار دولار في عام 2008 إلى 96 مليار دولار بحلول عام 2017، مما يعكس الطلب المتزايد على الخدمات الطبية. بلغ إجمالي الإنفاق الصحي 6% من الناتج المحلي الإجمالي في إيران عام 2017. حوالي 90% من الإيرانيين لديهم شكل من أشكال التأمين الصحي. إيران هي الدولة الوحيدة التي لديها تجارة قانونية للأعضاء. ومع ذلك، فإن الطابع القانوني للتبرعات بالأعضاء يعتبر بمثابة هبة للأعضاء وليس بيعها وشرائها.
وفقًا لمنظمة الصحة العالمية، اعتبارًا من عام 2000، تحتل إيران المرتبة 58 في الرعاية الصحية و93 في أداء النظام الصحي. في عام 2016، صنفت بلومبرج نيوز إيران في المرتبة 30 من حيث كفاءة نظام الرعاية الصحية قبل الولايات المتحدة والبرازيل. ويظهر التقرير أن متوسط العمر المتوقع في إيران هو 75.5 سنة وأنفاق الفرد على الرعاية الصحية هو 346 دولارًا. تحسن الوضع الصحي للإيرانيين على مدى العقدين الماضيين. تمكنت إيران من توسيع نطاق الخدمات الوقائية للصحة العامة من خلال إنشاء شبكة واسعة للرعاية الصحية الأولية. ونتيجة لذلك، انخفضت معدلات وفيات الأطفال والأمهات بشكل ملحوظ، وارتفع متوسط العمر المتوقع عند الولادة بشكل ملحوظ. انخفض معدل وفيات الرضع والأطفال دون الخامسة (U5MR) إلى 28.6 و35.6 لكل 1000 مولود حي على التوالي في عام 2000، مقارنة بمعدل IMR البالغ 122 لكل 1000 وU5MR البالغ 191 لكل 1000 في عام 1970. تحصين الأطفال متاح لمعظم سكان الحضر والريف.

ديموغرافيا إيران - الهرم السكاني

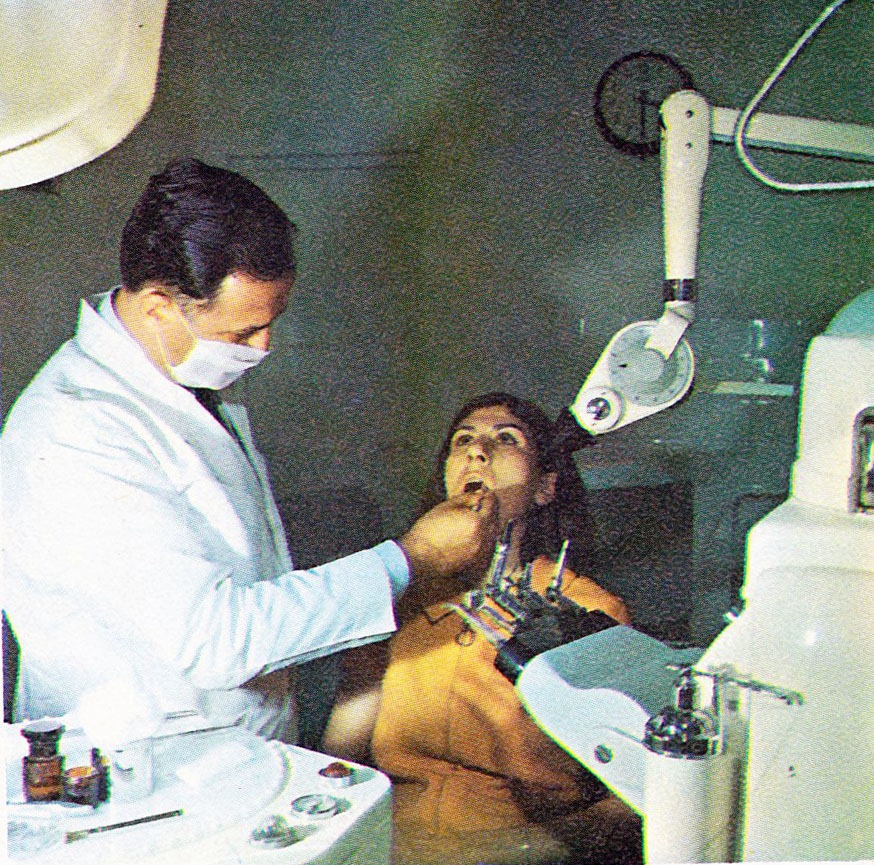
مرفق رعاية الأسنان في إيران (حوالي 1970)

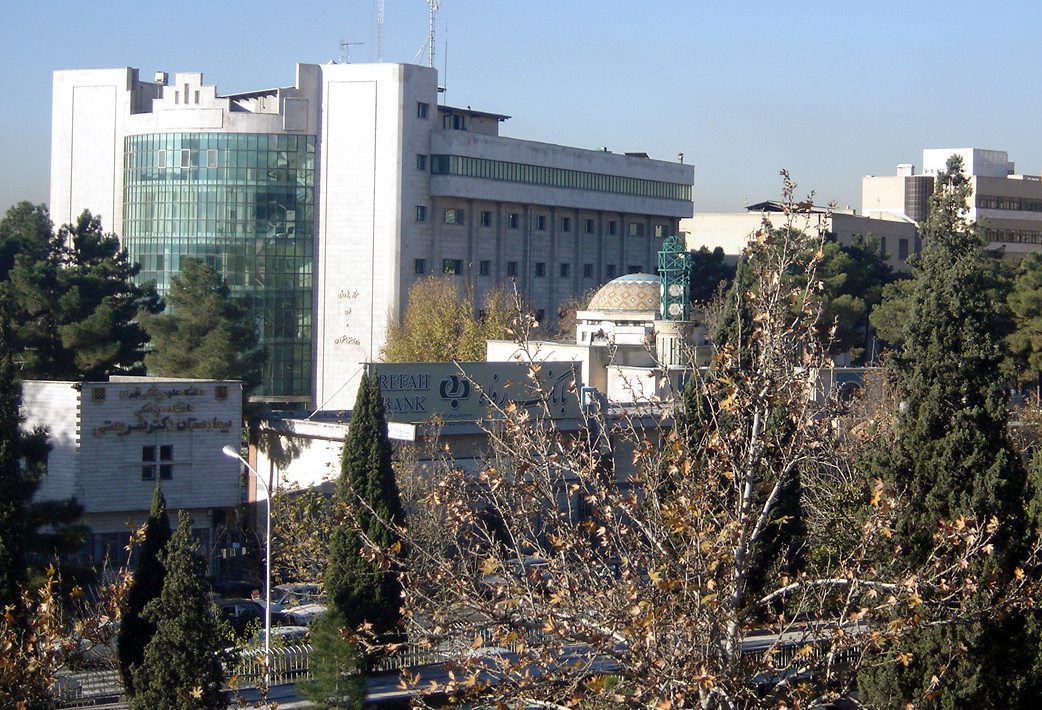
مستشفى شريعتي في طهران

## الأدوية

### شركات الادوية

#### أكبر 10 مصانع محلية[14]
- شركة دارو بخش للصناعات الدوائية
- شركة الفارابي للأدوية
- شركة جابر بن حيان الدوائية
- شركة إكزير الدوائية
- شركة كوسار الدوائية
- شركة طهران شيمي الدوائية
- الأدوية لقمان
- شركة دانا للأدوية
- شركة البرز دارو الدوائية
- شركة كيمي دارو الصناعية

يعد معهد الرازي للأمصال واللقاحات ومعهد باستور الإيراني من المرافق الإقليمية الرائدة في تطوير وتصنيع اللقاحات.

#### أعلى 5 وكالات استيراد
- كوبيل دارو
- أكبرية
- بهستان دارو
- شفيب جوستار
- جهان بهبود
- 3 م
- أسقليبيوس
- مجموعة بوسطن الطبية
- كورديس
- جنرال إلكتريك للرعاية الصحية - (أجهزة التصوير بالرنين المغناطيسي والماسحات الضوئية )[16]
- مرشد
- هيتيشا
- جونسون آند جونسون
- مدترونيك
- أوميدا
- فيليبس
- سامسونج ميديسون
- سيمنز
- سميث ونيفيو
- سترايكر
- توشيبا للأنظمة الطبية
- فاريان للأنظمة الطبية
- زيمر

## روابط خارجية
- وزارة الصحة والتعليم الطبي - إيران
- منظمة الصحة العالمية - إيران (إحصائيات)
  - منظمة الصحة العالمية / المكتب القطري - إيران
    - منظمة الصحة العالمية / الملامح القطرية - إيران
- إيران الصحية - parstimes.com
- الخدمات الصحية والأدوية لإيران - التجارة الأسترالية
- المركز الإحصائي الإيراني
- إيران فارما (التنظيم ومعلومات السوق، بما في ذلك قائمة جزيئات الأدوية والمنتجات الأعلى)
- دليل الأدوية الإيرانية
- تقرير الأمم المتحدة العالمي عن المخدرات لعام 2010 وإيران
- التعاون بين إيران والولايات المتحدة في مجال الرعاية الصحية الأولية

تقارير متخصصة
- دراسة موجزة عن إيران فارما (2008)
- تقرير إيران للصيدلة والرعاية الصحية ( تقرير من 70 صفحة)
- فارما الإيرانية (2010) (تقرير من 251 صفحة)
- سوق هلام لينة في إيران: تقرير شامل
- سوق إيران للمضادات الحيوية
- الأنسجة والنظافة في إيران (2015)

أشرطة فيديو
- الرعاية الصحية والسياحة الصحية في إيران - الجزء الأول الجزء الثاني الجزء الثالث ( PressTV Documentary)
- PressTV report on organ transplantation in Iran على يوتيوب
- PressTV report on stem cell research in Iran على يوتيوب
- الطب التقليدي الإيراني ( PressTV )
- إنتاج الغرسات الحيوية في إيران (PressTV 2010)
- المستشفيات في إيران (PressTV)
- صناعة المواد الغذائية الإيرانية (PressTV 2011)
- طبيب الأسرة في إيران (PressTV 2012)
- تأثير العقوبات الأمريكية على الواردات الطبية الإيرانية (PressTV 2012)
- الطب النووي والزراعة في إيران (PressTV 2012)
- أول بنك لقاعدة بيانات الخلايا الجذعية في إيران (PressTV 2012)
- المستحضرات الصيدلانية البيولوجية الجديدة في إيران (PressTV 2012)
- مراكز إعادة تأهيل المخدرات في إيران (PressTV 2014)
- الطب الإيراني التقليدي المكمل للأدوية التقليدية (PressTV 2014)
- إيران تحتفظ بجراحة الأعصاب وأعصاب طب الأعصاب (PressTV 2014)
- إيران تطلق تغطية صحية شاملة لجميع الإيرانيين (PressTV 2014)